# Bảo tàng Lâu đài Opaliński ở Sieraków
Bảo tàng Lâu đài Opaliński ở Sieraków (tiếng Ba Lan: Muzeum Zamek Opalińskich w Sierakowie) là một bảo tàng tọa lạc tại thị trấn Sieraków, Ba Lan. Bảo tàng này chính thức mở cửa cho công chúng vào năm 1995. Hoạt động của bảo tàng tập trung vào việc triển lãm các phát hiện khảo cổ học nhằm giới thiệu lịch sử của vùng Sieraków từ những thời kỳ đầu tiên cho đến nay.

## Lâu đài
Trụ sở của bảo tàng là một lâu đài bằng gạch được xây dựng vào cuối thế kỷ 14, theo khởi xướng của gia đình Nałęcz. Vào giữa thế kỷ 15, lâu đài Sieraków được trao cho Łukasz Górka, và ông đã xây dựng lại cánh phía nam của lâu đài. Vào năm 1571, lâu đài trở thành tài sản của Jakub Rokossowski. Hai mươi năm sau, lâu đài thuộc sở hữu của Bnin Opaliński. Opaliński cho xây thêm hai tầng vào các bức tường theo phong cách kiến trúc Gothic và thu hẹp diện tích của sân trong.
Vào năm 1763, lâu đài và điền trang này được Nam tước Piotr Mikołaj Neugarten von Gartenberg mua lại. Trong thời gian ông làm chủ sở hữu, cánh phía bắc của lâu đài bị phá hủy.
Một nhóm nghiên cứu bao gồm Jan Skuratowicz và Tomasz Wujewski từ Viện Lịch sử Nghệ thuật tại Đại học Adam Mickiewicz ở Poznań đã nghiên cứu và trùng tu cánh phía nam của lâu đài. Dự án này kéo dài từ năm 1991 đến năm 1993.